# Lahmiaceae
Lahmiaceae är en familj av svampar. Lahmiaceae ingår i ordningen Lahmiales, divisionen sporsäcksvampar och riket svampar.
| Lahmiaceae | \| \| Lahmia \| \| \| \| |
|            | \| \| Lahmia \| \| \| \| |
|            | Lahmia                   |
|            |                          |

|  | Lahmia |
|  |        |